# Нуждин, Владимир Николаевич
Владимир Николаевич Нуждин (19 октября 1940, Иваново, РСФСР, СССР — 24 февраля 2024, Иваново, Россия) — советский и российский учёный и деятель системы образования. Заслуженный деятель науки Российской Федерации (1996), доктор технических наук, профессор, бывший ректор Ивановского государственного энергетического университета (ИГЭУ), академик международной академии информатизации.

## Биография
Владимир Нуждин родился 19 октября 1940 года в Ива́нове. Окончил среднюю школу № 11, затем в 1963 году Ивановский энергетический институт по специальности «электрификация промышленных предприятий и установок». Три года проработал на оборонном предприятии мастером, после чего вернулся в родной институт, начав научную карьеру с должности ассистента кафедры.
В 1982 году Нуждин защитил докторскую диссертацию по теме автоматизированного проектирования, а в 1986 году был избран ректором Ивановского энергетического института и оставался на этом посту более 20 лет, до 2006 года. Под его руководством ИЭИ получил в 1992 году статус университета, были открыты новые факультеты (ИФФ, ИВТФ, ФЭУ), число изучаемых специальностей выросло с десяти до сорока. ИГЭУ входил в число лучших вузов России по уровню компьютеризации учебного процесса. К работе в университете удалось привлечь большое цисло молодых учёных, разработки ИГЭУ в области стратегий обучения («образование через всю жизнь» школа — вуз — обновление знаний; виртуальный «университет без границ»; гуманитаризация технического образования) привлекли внимание уноверситетов Европы и США. Уделяя особое внимание вопросам управления качеством высшего образования, Нуждин регулярно посещает США для изучения принципов TQM.
После ухода с поста ректора Нуждин вернулся к преподаванию и научной работе в должности заведующего кафедрой программного обеспечения компьютерных систем. Преподавал такие предметы, как системы математического моделирования и управление предприятиями и организациями на основе философии тотального качества. Под руководством Нуждина были подготовлены к защите свыше 30 кандидатских и докторских диссертаций.
Скончался 24 февраля 2024 года в Иванове на 84-м году жизни.

## Вклад в науку
В сферу научных интересов Владимира Нуждина входили:
- развитие символьно-численных методов при проведении вычислительных экспериментов со сложными динамическими системами
- применение математических моделей и информационных технологий в образовательных процессах
- системы управления качеством образования.

### Публикации
Нуждин является автором свыше 200 трудов, в том числе монографий, учебных и методических пособий:
- Концептуальное программирование вычислительных моделей (1985)
- Система развития индивидуального творческого мышления. Итоги и проблемы создания новой технологии обучения (учебное пособие, 1990)
- Тотальное управление качеством (практическое руководство, 1996, в соавторстве)
- Проблемы управления качеством высшего образования (1999)
- Управление качеством (методическое пособие, 2000, в соавторстве)
- Стратегия и тактика управления качеством образования (недоступная ссылка) (методическое пособие, 2003, в соавторстве).

## Политическая и общественная деятельность
Владимир Нуждин активно участвовал в политической жизни Ивановской области. Он последовательно избирался в Ивановскую областную думу пяти последних созывов, в последние годы от партии «Единая Россия», входил в состав комитетов областной думы: по местному самоуправлению и СМИ, а также по промышленности, энергетике, строительству, транспорту и связи. Председатель Межведомственного совета экспертов по энергетике, член Высшего административно-экономического совета Ивановской области. В советское время также участвовал в работе партийных выборных органов.

## Награды и звания
- Заслуженный деятель науки Российской Федерации (1996)
- Почётная грамота Правительства Российской Федерации (15 декабря 1998) — за большой личный вклад в подготовку научных кадров и в связи с 80-летием Ивановского государственного энергетического университета
- Орден Почёта (2000)
- Лауреат премии Президента Российской Федерации в области образования за 2001 год[4][5]
- Орден «За заслуги перед Отечеством» IV степени (2007)
- Почётный работник высшего профессионального образования Российской Федерации